# Chiesa di San Vittore il Moro (Bellinzona)
La chiesa di San Vittore il Moro è un edificio religioso che fonde elementi dell'architettura romanica e di quella tardogotica e che si trova a Moleno.

## Storia
La chiesa fu costruita probabilmente a partire dal XIII secolo, ma la prima menzione in un documento storico risale al 1414. Nel 1484, tuttavia, la chiesa fu integralmente ricostruita e nello stesso anno fu riconsacrata. Poco più di mezzo secolo dopo, nel 1542, si separò dalla matrice di Biasca e diventò sede parrocchiale a sé stante. Nel XVIII secolo, inoltre, l'edificio subì alcune modifiche a causa dei danni subiti per un'alluvione nel 1747 (ricordata da un'iscrizione nella controfacciata). Fra il 1751 e il 1752, così, il coro fu recuperato, pur mantenendo un aspetto del tutto simile a quello precedente.zio del secolo XVI.